# Сахалинска област
Сахалинска област (рус. Сахалинская область) је конститутивни субјект Руске Федерације са статусом области на простору Далекоисточног федералног округа у азијском делу Русије.
Административни центар области је град Јужно-Сахалинск.
Област обухвата острво Сахалин (76.400 km²) и Курилска острва (10.355 km²).

## Етимологија
Област носи име по острву Сахалин, на коме се налази већи део територије области.
Острво Сахалин је добило име по манџурском називу за реку Амур - Сахалиан-Улла што значи „Црна река“. Назив који је првобитно био одштампан на карти, погрешно се приписао острву Сахалин, уместо реци. Касније, овај назив је постао званично име острва.

## Становништво
| 1989.   | 2002.   | 2010.   |
| ------- | ------- | ------- |
| 709,629 | 546,695 | 497,973 |